# Golden Gate Yacht Club

Le Golden Gate Yacht Club – GGYC – est un club nautique basé à San Francisco, aux États-Unis, fondé en 1939.
En 1939, les premiers membres du club ont installé leur clubhouse sur une barge sur le port de San Francisco. Il a été détruit par le séisme de Loma Prieta en 1989 puis reconstruit.
Le yacht club participe à la Coupe de l'America depuis 2003, représenté par l'équipe BMW Oracle Racing. Il a remporté l'épreuve en 2010 face aux Suisses d'Alinghi.

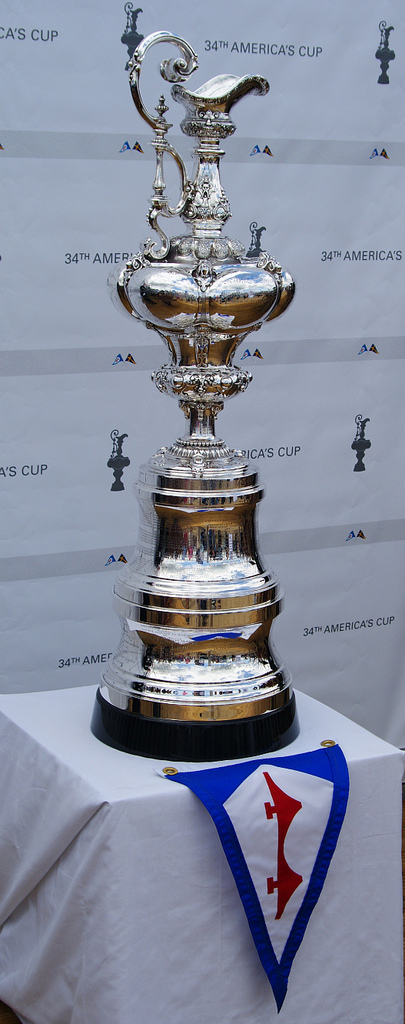
L'aiguière d'argent, trophée de la Coupe de l'America, avec le pavillon du GGYC.